# Trinci (Adelsgeschlecht)

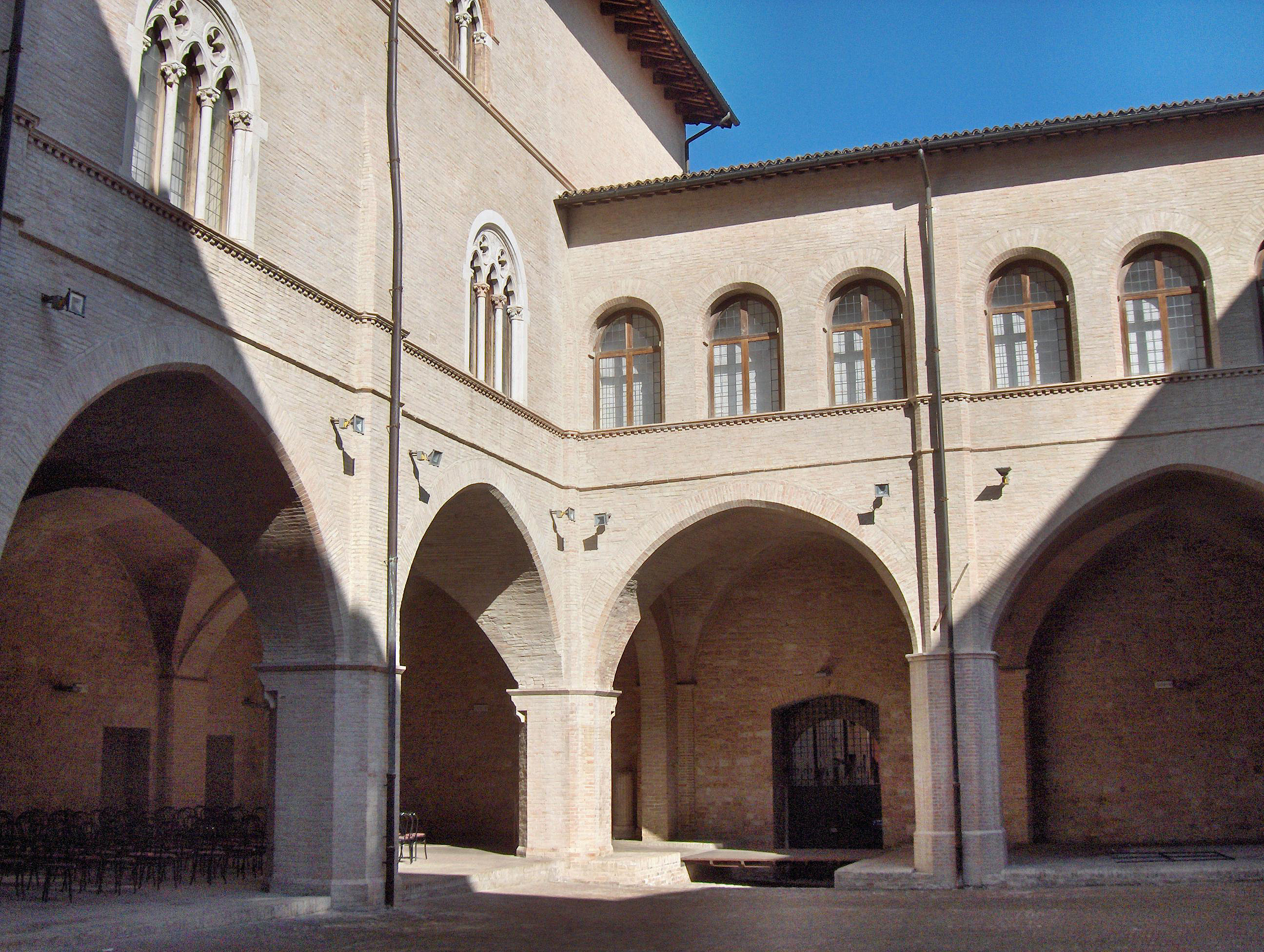
Der Palazzo Trinci in Foligno

Trinci (teilweise auch Trincia, Trinca, dei Trinchi oder Trincha genannt) ist der Name einer italienischen Familie, die dem Adel angehörte.

## Familiengeschichte
Die Trinci entstammen den Langobarden, die Könige Ansprand und Hildeprand gehören zu ihren Vorfahren. Ursprünglich gehörten sie im Konflikt der Ghibellinen und Guelfen den letzteren an, bevor sie 1240 zu den Ghibellinen wechselten und vor 1305 wiederum das Lager wechselten. Sie waren in Foligno die Nachfolger der ghibellinischen Familie Anastasi und stellten die Signoria von Foligno von 1305 bis 1439, als Corrado III. Trinci den Ort nach Streitigkeiten mit Papst Eugen IV. und nach mehrjähriger Belagerung durch Giovanni Vitelleschi dem Kirchenstaat überlassen musste. Die 134-jährige Herrschaft wurde nur von September bis Dezember 1377 kurz unterbrochen, als die Ghibellinen der Lega delle Libertà die Republik ausriefen. Diesem Aufstand fiel Trincia II. Trinci zum Opfer, sein Bruder Corrado II. Trinci führte die Signoria von Foligno aber seit Dezember 1377 wieder an. Am 10. Januar 1421 fielen die Brüder Niccolò I. Trinci und Bartolomeo einem Anschlag in der Festung von Nocera Umbra einem Attentat von Pietro di Rasiglia zum Opfer. Der überlebende Bruder, Corrado III Trinci, ließ daraufhin Nocera Umbra von Braccio da Montone einnehmen und zerstören. 1437 machte er seinen Sohn Rinaldo II. Trinci zum Erzbischof von Foligno, der allerdings mit dem Machtverlust seines Vaters seinen Posten im September 1439 an Cristoforo Corfini Boscari weitergeben musste.
Von 1371 an herrschten die Trinci über Bevagna, von 1383 an über Valtopina, von 1389 an über Bettona, Leonessa (bis 1415) und Montefalco, von 1392 an über Nocera Umbra und Trevi. Diese Besitztümer gingen 1439 an den Kirchenstaat über. Der Palazzo Trinci in Foligno entstand zwischen 1389 und 1407 durch Ugolino III. Trinci. Vorher hatten die Trinci ihren Familiensitz in der heutigen Via Gramsci 52-54 in Foligno.

## Familienmitglieder
- Nallo Trinci (?–1321), erster Amtsinhaber der Signoria von Foligno und Gonfaloniere di Giustizia vom 24. Juni 1305 bis zu seinem Tode. Hatte mit Chiara dei Gabrielli di Gubbio mindestens vier Kinder, darunter Corrado I. Trinci, Ugolino II. Trinci (Novello), Luciano und  Vagnozio.
- Ugolino I. Trinci (?–1338), Amtsinhaber der Signoria von Foligno von 1321 bis zu seinem Tode. Nahm 1321 an der Belagerung Assisis und 1322 an der von Spoleto teil. Eroberte 1334 Bevagna.
- Corrado I. Trinci (?–1343), Amtsinhaber der Signoria von Foligno von 1338 bis zu seinem Tode. Sohn von Nello.
- Ugolino Novello Trinci, auch Ugolino II. Trinci genannt, (?–?), Amtsinhaber der Signoria von Foligno von 1343 bis 1353. Sohn von Nello, Vater von Corrado II. Trinci, Rinaldo Trinci (auch Rinaldo I. Trinci, Bischof von Foligno vom 25. März 1363 bis zu seinem Tod 1364) und Trincia Trinci.
- Trincia Trinci, auch Trincia II. Trinci (?–18. September 1377), Amtsinhaber der Signoria von Foligno von 1353 bis zu seiner Ermordung. Sohn von Ugolino Novello Trinci und Bruder von Corrado II. Trinci. Erhielt von Papst Urban V. 1367 ein apostolisches Vikariat. Hinterließ mit seiner Frau Giacoma d’Este vier Nachkommen: Ugolino III. Trinici, Onofrio, Contessa und Marina.
- Corrado II. Trinci (?–1386), Amtsinhaber der Signoria von Foligno von 1377 bis zu seinem Tode. Sohn von Ugolino Novello Trinci und Bruder von Trincia Trinci.
- Ugolino III. Trinci (?–1415), Amtsinhaber der Signoria von Foligno von 1386 bis zu seinem Tode. Sohn des Trincia Trinci und Vater von Corrado III. Trinci. Heirate Costanza Orsini, Tochter des Grafen von Pitigliano, Aldobrando Orsini. Hatte mit ihr die Kinder Niccolò I. Trinci, Bartolomeo e Corrado III. Trinci.
- Niccolò I. Trinci (?–10. Januar 1421 in Nocera Umbra), Amtsinhaber der Signoria von Foligno von 1415 bis zu seinem Tode, Sohn des Ugolino III. Trinci. Heiratete Tora da Varano. Starb zusammen mit seinem Bruder Bartolomeo am 10. Januar 1421 in der Festung von Nocera Umbra nach einem Attentat von Pietro di Rasiglia.
- Corrado III. Trinci (?–14. Juni 1441 in Soriano nel Cimino), Amtsinhaber der Signoria von Foligno von 1421 bis zum 8. September 1439. Sohn des Ugolino III. Trinci. Gehörte zu den Feinden Francesco I. Sforzas. Musste Foligno nach Streitigkeiten mit Papst Eugen IV. und nach langer Belagerung durch Giovanni Vitelleschi dem Kirchenstaat überlassen. Starb im Exil auf der Burg (Castello) von Soriano zusammen mit seinen beiden Söhnen, unter ihnen Rinaldo.

## Palazzo Trinci
Der Palazzo Trinci befindet sich an der Piazza della Repubblica in Foligno und war Familienresidenz der Trinci von 1407 bis 1439. Er wurde von Ugolino III. Trinci in Auftrag gegeben und 1407 fertiggestellt. Das Gebäude und die dazugehörigen Türme wurden dem Kaufmann Giovanni di Ceccarello abgekauft und von 1389 bis 1407 restauriert und umgebaut. Die Kapelle wurde 1424 ausgestaltet mit Fresken von Ottaviano Nelli (1375–1444) aus Gubbio. Außerdem besitzt der Palazzo Trinci einen wertvollen Zyklus von Fresken profanen Inhalts die aufgrund von Originaldokumenten Gentile da Fabriano zugewiesen werden können.
Nach dem Tod von Corrado III. Trinci wurde der Palazzo Sitz der Priori del Populo, also der vom Kirchenstaat eingesetzten Regierung. Das Gebäude wurde bereits 1458 im Auftrage des Papstes Pius II. restauriert, weitere Reparaturarbeiten folgten durch die Päpste Sixtus IV. (1475) und Paul III. (1546). 1832 und 1985 erlitt das Gebäude Schäden durch Erdbeben, weitere Schäden entstanden 1944 durch die Folgen des Zweiten Weltkrieges. Die heutige Fassade im neoklassischen Stil entstand von 1842 bis 1847.

## Burgen der Trinci
- Castello di Annifo, 1343 durch Ugolino und Corrado Trinci entstandene Burg in Annifo, einem Ortsteil von Foligno, Provinz Perugia.
- Castello di Barattano, war seit 1350 im Besitz der Trinci, liegt in Barattano, einem Ortsteil von Gualdo Cattaneo, Provinz Perugia.
- Castello di Capodacqua (Castrum e Fortillitium Capudacque), 1387 von Ugolino III. in eine Festung umgestaltet, steht in Capodacqua, einem Ortsteil von Foligno, Provinz Perugia.
- Castello di Castagnola, durch die Trinci 1389 entstanden, liegt in Castagnola, einem Ortsteil von Giano dell’Umbria, Provinz Perugia.
- Castello di San Giovanni, von 1400 bis 1432 im Besitz der Trinci, liegt in Castel San Giovanni, einem Ortsteil von Castel Ritaldi, Provinz Perugia.
- Castello di Collemancio, von 1413 bis 1431 im Besitz der Trinci, liegt Collemancio, einem Ortsteil von Cannara.
- Castello di Fabbri, Ortsteil von Montefalco, Provinz Perugia.
- Castello di Limigiano, war seit 1371 im Besitz der Trinci, liegt in Bevagna, Provinz Perugia.
- Castello di Pomonte, liegt in Pomonte, einem Ortsteil von Gualdo Cattaneo, Provinz Perugia.
- Castello di Rasiglia, Ortsteil von Foligno, Provinz Perugia.
- Castello di Sant’Eraclio, war seit 1320 Sitz des Nallo Trinci, Ortsteil von Foligno, Provinz Perugia.
- Castello di Scopoli, von den Trinci miterrichtete Burg in Scopoli, Ortsteil von Foligno, Provinz Perugia.
- Castello di Simigni, war seit 1389 im Besitz der Trinci, liegt in Gualdo Cattaneo, Provinz Perugia.
- Castello di Torri, liegt in Torri, einem Ortsteil von Gualdo Cattaneo, Provinz Perugia.
- Castello di Verchiano, war von 1305 bis 1439 im Besitz der Trinci, liegt in Verchiano, einem Ortsteil von Foligno, Provinz Perugia.
- Palazzaccio, durch die Trinci entstandene Wachtburg aus dem 14. Jahrhundert in Leggiana, Ortsteil von Foligno, Provinz Perugia.
- Rocca di Piediluco, Festung in Piediluco, einem Ortsteil von Terni, Provinz Terni.